# 古今東西 (森高千里のアルバム)
『古今東西』（ここんとうざい）は、1990年10月17日に森高千里が発表した5枚目のアルバム。

## 概要
- 前作『森高ランド』からは8ヶ月ぶり、オリジナル・アルバムとしては『非実力派宣言』から1年3ヶ月ぶりとなる。帯に記載されたキャッチコピーは「どうせやるなら ここんとうざい」。
- アルバムとしては最多となる18曲が収録されているが、「プロローグ」「Interlude No.5」「エピローグ」の3曲は歌なしのインストであり、「エピローグ」には小芝居が挿入されている。「OYE COMO VA」「ファンキー・モンキー・ベイビー」のカヴァーが収録されており、タイトル通り古今東西の楽曲が収録された本作1枚でのコンセプト・アルバムとも取れる構成になっている。
- ジャケット写真は江戸時代を思わせる時代劇風のセットを組んで撮影されたものになっており、森高は町娘に扮している。また森高以外にも侍や魚屋などの格好をした人物が写っており、このアルバムの楽曲制作に関わった高橋諭一やカーネーションの直枝政広も撮影に参加している。
- 恒例の初回限定盤ブックレット付（32ページカラー写真集）仕様になっている。本アルバムでは初回盤と通常盤で採用されている写真がジャケットを含めほとんど異なる（一部、同一写真あり）。
- 『森高ランド』以降の1990年にシングルで発売されたシングル・カットを除く楽曲としては「青春」（1月発売）「臭いものにはフタをしろ!!」（5月発売）「雨」（9月発売）と3枚のシングルが発売されているが、本アルバムの先行発売となった「雨」のみを収録し、その他の楽曲はカップリング曲を含め未収録となった。
- アルバムでは自身初のオリコン1位を獲得した。アルバムでは唯一のオリコン1位獲得作である。

## 収録曲
1. プロローグ
2. 鬼たいじ
  - 作詞：森高千里、作曲・編曲：斉藤英夫
  - このアルバムの代表曲。桃太郎の代わりに自分が鬼ヶ島へ鬼退治に向かう歌。
3. ザ・バスターズ・ブルース
  - 作詞：森高千里、作曲・編曲：斉藤英夫
  - パイオニア「コードレスマシン」CMソング
  - ただひたすらゴキブリとの対峙を歌った楽曲。ブルースとあるがジャズ調の曲。ウェス・モンゴメリーの"D-Natural Blues"あたりが似ている。
4. Interlude No.5
5. あるOLの青春 〜A子の場合〜 (森高コネクション)
  - 作詞：森高千里、作曲・編曲：斉藤英夫
  - 仙台放送「MiMiよりマーケット」テーマ曲。
  - 「おもしろい」「その後の私」に続く森高コネクション、1992年にリリースされたシングル「コンサートの夜」のカップリングに「続・あるOLの青春〜A子の場合〜」が収録されている。
  - この楽曲制作時に没になった歌詞が後に「私がオバさんになっても」として発売した。両曲の歌詞に部分一致している箇所が見受けられる。
6. OYE COMO VA
  - 作詞・作曲：TITO PUENTE、編曲：斉藤英夫
  - オリジナルはティト・プエンテ。サンタナによるカバーでも有名。原曲はラテン音楽だが、このアルバムではボサノバアレンジになっている。
7. 雨 (アルバム･ヴァージョン)
  - 作詞：森高千里、作曲：松浦誠二、編曲：斉藤英夫
  - 先行シングルカット曲。イントロにシングル盤にはなかった雨音が追加されている。
8. 大冒険
  - 作詞：森高千里、作曲・編曲：斉藤英夫
  - 森高自身による電話越しの台詞がイントロに挿入されている。
9. 香港
  - 作詞：森高千里、作曲・編曲：斉藤英夫
10. 晴れ
  - 作詞：森高千里、作曲・編曲：高橋諭一
  - この曲はモノラル録音である。
11. 岬
  - 作詞：森高千里、作曲・編曲：斉藤英夫
12. ファンキー・モンキー・ベイビー
  - 作詞：大倉洋一、作曲：矢沢永吉、編曲：斉藤英夫
  - かつて矢沢永吉が在籍していたバンド、キャロル（1975年解散）のカバー曲。
13. 月夜の航海
  - 作詞：森高千里、作曲・編曲：高橋諭一
14. 友達
  - 作詞：森高千里、作曲：斉藤英夫・安田信二、編曲：斉藤英夫
15. この街
  - 作詞：森高千里、作曲・編曲：斉藤英夫
  - 翌年「勉強の歌」と両A面でシングルカットされた楽曲。間奏とアウトロに森高自身の熊本弁が挿入されている、なおアルバムとシングルでは森高の台詞が違っている。
16. テリヤキ・バーガー
  - 作詞：森高千里、作曲・編曲：斉藤英夫
17. エピローグ
18. うちにかぎってそんなことはないはず
  - 作詞：森高千里、作曲：直枝政太郎、編曲：カーネーション
  - カーネーションとのコラボレート楽曲。後にカーネーションが「モーレツな人 モーレツな恋〜うちにかぎってそんなことはないはず〜」のタイトルで、歌詞を変えてセルフカバーしている。